# Bomolocha exoletalis
Bomolocha exoletalis là một loài bướm đêm trong họ Noctuidae.